# Balicasag
Balicasag ist eine philippinische Insel in der Mindanaosee. Sie liegt etwa sechs Kilometer südwestlich der Insel Panglao und gehört zur Provinz Bohol. Auf Balicasag leben etwa 800 Menschen auf einer Fläche von circa 30 Hektar.
Auf ein im Jahr 1985 gestartetes Projekt der Silliman University geht die Einrichtung eines  Meeresschutzgebietes hervor, welches sich im Umkreis von 500 Meter um die Insel erstreckt und das komplette Korallenriff einbezieht. In einem besonders geschützten acht Hektar großen Teil vor der Westküste wurden Riesenmuscheln der Spezies Hippopus hippopus angesiedelt.
Seit 1987 existiert ein staatlich betriebenes Resort, das der einzige größere Arbeitgeber auf der Insel ist. Tagestouristen kommen hauptsächlich aus dem nahegelegenen Alona Beach auf Panglao zum Schnorcheln oder Tauchen, um Suppenschildkröten, Riff- oder Fahnenbarsche, sowie Großaugen-Makrelen oder andere Meeresbewohner zu beobachten.